# Centroctenus miriuma
Centroctenus miriuma là một loài nhện trong họ Ctenidae.
Loài này thuộc chi Centroctenus. Centroctenus miriuma được Antonio D. Brescovit miêu tả năm 1996.
1. ↑  Platnick, Norman I. (2010): The world spider catalog, version 10.5. American Museum of Natural History.

biologie|2011|10|21}}